# أل كالفر
أل كالفر (بالإنجليزية: Al Culver)‏ هو لاعب كرة قدم أمريكية أمريكي، ولد في 11 يونيو 1908 في ويلميت في الولايات المتحدة، وتوفي في 7 فبراير 1982 في بليموث في الولايات المتحدة.

## وصلات خارجية
- أل كالفر على موقع مرجع كرة القدم المحترفة.كوم (الإنجليزية)